# Grupa Alandzka

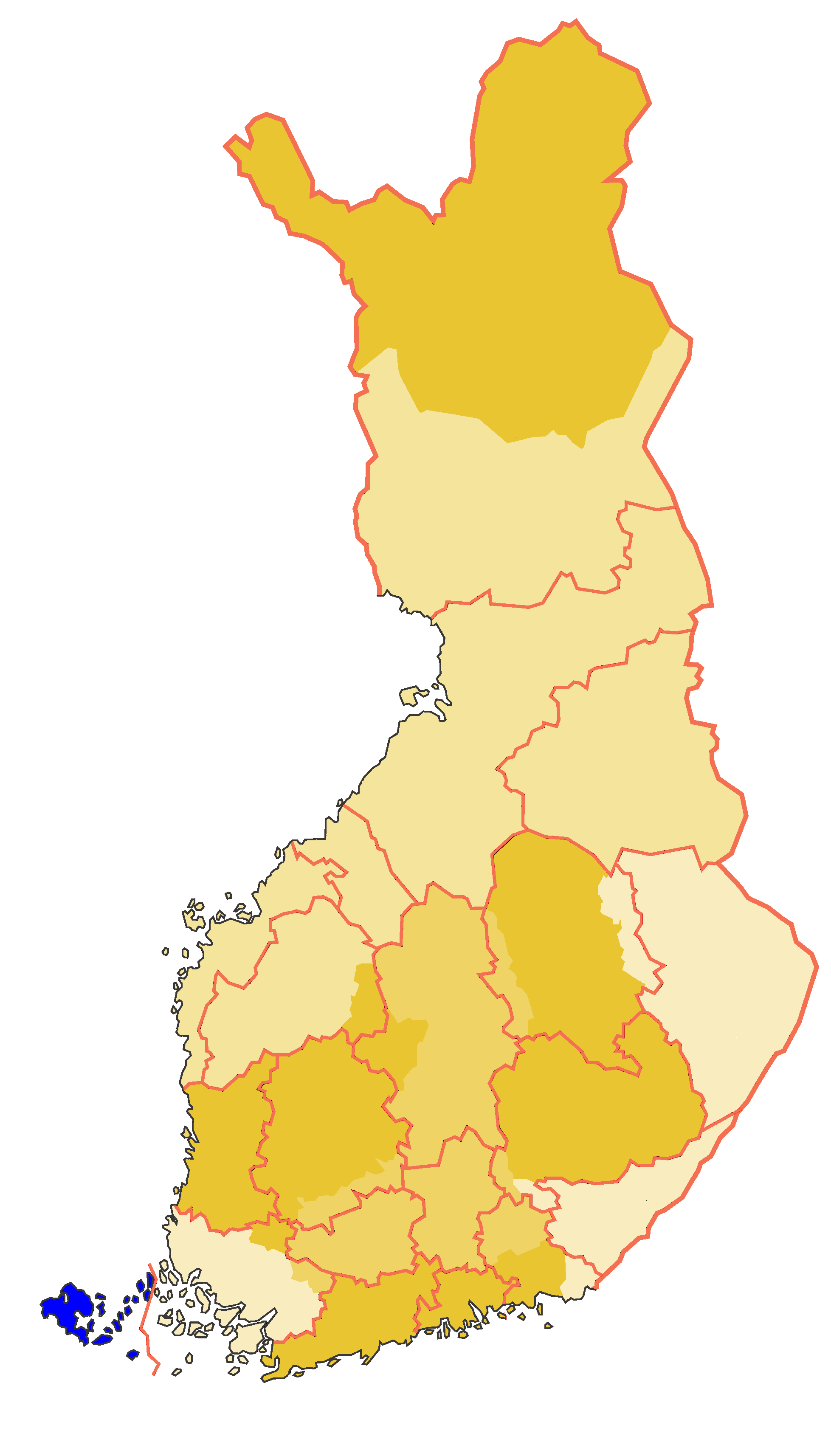
Wyspy Alandzkie (zaznaczone na niebiesko)

Grupa Alandzka – grupa wchodząca w skład wojska fińskiego w czasie tzw. wojny zimowej ze Związkiem Radzieckim (1939–1940).
Swoją nazwę wzięła od Wysp Alandzkich. Dowódcą grupy był gen. mjr Edvard Hanell.

## Skład
- 22 pułk piechoty,
- 8 batalion kolarzy,
- II dywizjon 6 pułku artylerii polowej,
- I dywizjon 9 pułku artylerii polowej.